# Джузеппе Каво Драгоне

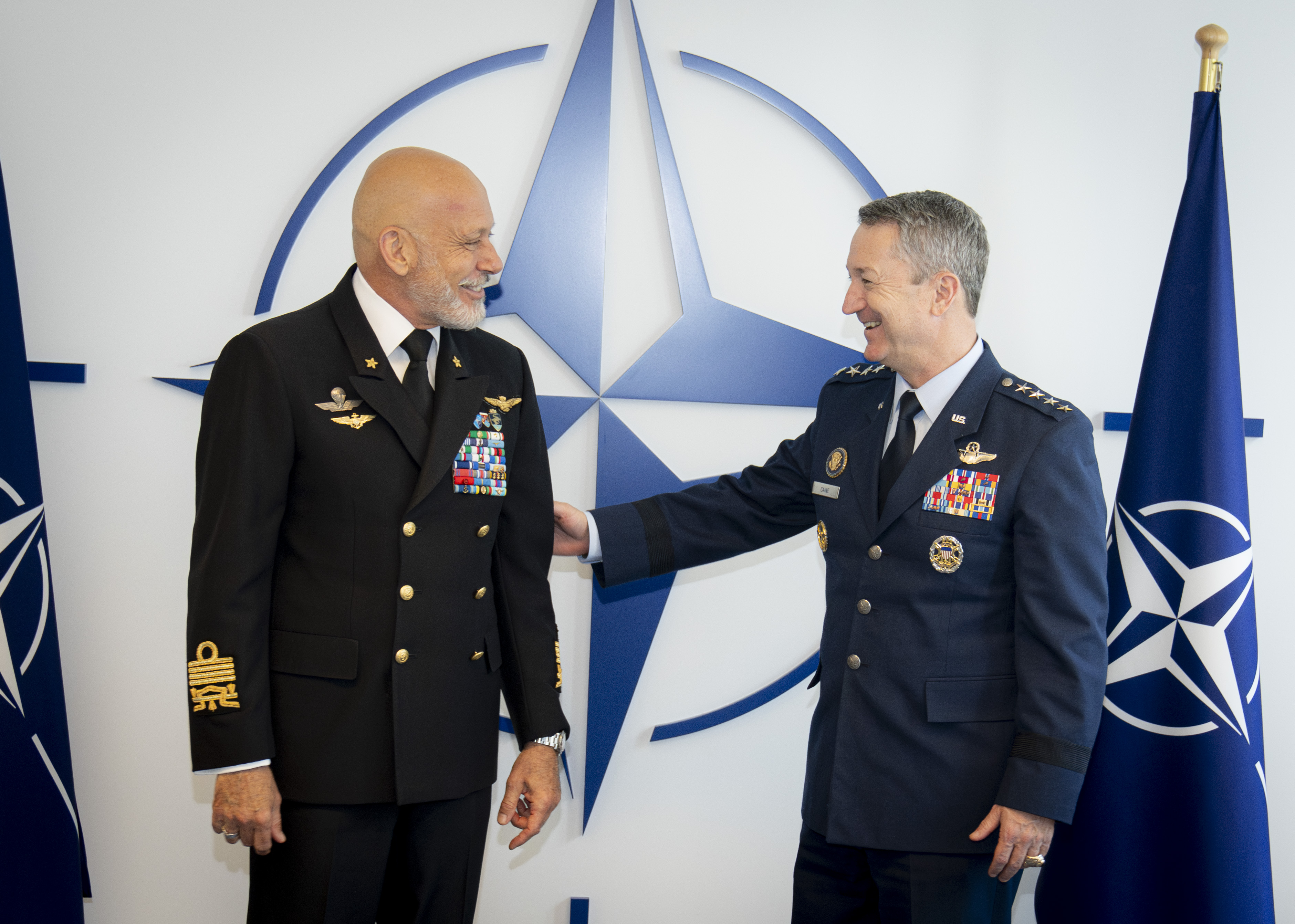
Голова Вiйськового Комiтету НАТО (2025)

Джузеппе Каво Драгоне (італ. Giuseppe Cavo Dragone, нар. 28 лютого 1957, Аркуата-Скривія) - італійський адмірал, Голова Військового Комітету НАТО з 2025 року, начальник генерального штабу ВМС Італії протягом 2019-2021 років, начальник генерального штабу збройних сил Італії протягом  2021-2024 років. 

## Біографія
Джузеппе Каво Драгоне народився 28 лютого 1957 року у місті  Аркуата-Скривія у провінції Алессандрія. З 1976 по 1980 рік навчався у Військово-морській академії в Ліворно. Після нетривалої служби на борту фрегата «Орса» у 1981 році пройшов навчання у льотній школі в США. Після повернення служив пілотом вертольота на есмінці «Ардіто», на борту якого брав участь в миротворчій операції в Лівані. Після служби у морській авіації у 1987 році отримав звання лейтенанта і до кінця 1988 року командував мисливцем за мінами «Мілаццо».
Протягом 1990-1991 років Джузеппе Каво Драгоне пройшов навчання у США на пілота-винищувача. Після повернення в Італію протягом 1991-1993 років був командувачем авіагрупи авіаносця «Джузеппе Гарібальді». 
У 1996 році отримав звання капітана II рангу і рік командував фрегатом «Еуро», після чого знову командував авіагрупою.
З 27 вересня 2002 року по 16 жовтня 2004 року, у звання капітана I рангу, командував авіаносцем «Джузеппе Гарібальді», на той момент флагманським кораблем італійського флоту.
З 27 жовтня 2005 року по 5 вересня 2008 року був керівником 6-го відділу морської авіації генерального штабу флоту. У цей період отримав звання контр-адмірала. З 11 вересня 2011 року входив до складу Командування підводників та бойових плавців (італ. Comando subacquei e incursori "Teseo Tesei", COMSUBIN).
З 13 жовтня 2011 року до 17 жовтня 2014 року керував Військово-морською академією. Отримавши звання дивізійного адмірала, з 3 листопада 2014 року по 26 червня 2016 року був командувачем Загальновійськового командування сил спеціальних операцій (італ. Comando interforze per le operazioni delle forze speciali, C.O.F.S.).
Джузеппе Каво Драгоне був залучений як експерт під час розслідування катастрофи лайнера «Коста Конкордія» у 2012 році.
У квітні 2016 року Джузеппе Каво Драгоне отримав звання ескадреного адмірала. 1 липня того ж року був призначений командувачем Верховного командування загальновійськових сил (італ. Comando operativo di vertice interforze). Він був першим командувачем на цій посаді, хто не був представником Сухопутних військ.
З 21 червня 2019 року Джузеппе Каво Драгоне був призначений заступником начальника генерального штабу ВМС Італії. 
19 жовтня 2021 року він отримав звання адмірала і 6 листопада того ж року був призначений начальником генерального штабу збройних сил Італії.

## Нагороди

### Італійські
- Кавалер Великого хреста Ордена «За заслуги перед Італійською Республікою»
- Маврикіанська медаль заслуг за 10 п'ятиліть бездоганної військової кар'єри
- Золота медаль заслуг за довголітнє командування
- Срібна медаль за довголітнє судноводіння (15 років)
- Медаль військової авіації за довголітнє літаководіння (20 років)
- Золотий хрест за вислугу років
- Пам'ятний хрест за операції в Афганістані «Нескорена свобода»
- Пам'ятна медаль за миротворчі операції
- Пам'ятна медаль «За свободу судноплавства»
- Медаль НАТО за операції в Югославії
- Стрічка заслуг генерального штабу збройних сил Італії

### Іноземні
- Офіцер Ордена Почесного легіону (Франція)
- Німецький спортивний знак